# Neoitamus terminalis
Neoitamus terminalis là một loài ruồi trong họ Asilidae. Neoitamus terminalis được Hine miêu tả năm 1909. Loài này phân bố ở vùng Tân Bắc giới.